# Nova Rudnea, Luhînî
Nova Rudnea (în ucraineană Нова Рудня) este un sat în comuna Starosillea din raionul Luhînî, regiunea Jîtomîr, Ucraina.

## Demografie
Componența lingvistică a localității Nova Rudnea
     Ucraineană (98,37%)
     Rusă (1,63%)
Conform recensământului din 2001, majoritatea populației localității Nova Rudnea era vorbitoare de ucraineană (98,37%), existând în minoritate și vorbitori de rusă (1,63%).